# Георг (герцог Баварии)
Георг Богатый (нем. Georg der Reiche, 15 августа 1455, Бургхаузен — 1 декабря 1503, Ингольштадт, Баварский округ) — последний герцог Баварско-Ландсхутский (1479—1503).

## Биография
Георг был сыном баварско-ландсхутского герцога Людвига IX и Амалии Саксонской. Править герцогством стал после смерти отца в 1479 году. В союзе с баварско-мюнхенским герцогом Альбрехтом IV Георг начал экспансию в Передней Австрии, однако против этого выступил император Фридрих III, создавший для противодействия Виттельсбахам Швабский союз.
Хотя законы Виттельсбахов допускали наследование только по мужской линией, после смерти последнего сына Георг 19 сентября 1496 года завещал герцогство своей дочери Елизавете. Несмотря на секретность, об этом стало известно Альбрехту, и тот обвинил Георга в нарушении законов. Но Георг стоял на своём, и противопоставил себя не только семье, но и императору, которому не нравилось, что имперскими землями распоряжаются без его ведома.
В 1503 году Георг умер. В связи с тем, что Рупрехт — муж Елизаветы — поддержал политику покойного тестя (благодаря которой он бы стал герцогом Баварии-Ландсхут), разразилась война за ландсхутское наследство, разорившая Баварию. По её итогам, дети погибшего в войне Рупрехта, получили лишь специально созданное небольшое герцогство Пфальц-Нойбург, а остальная часть герцогства (за исключением небольших территорий, отошедших императору) была присоединена к Баварско-Мюнхенскому герцогству.

## Семья и дети
В 1475 году Георг женился на Ядвиге, дочери польского короля Казимира IV. Ландсхутская свадьба явилась крупнейшим празднеством средневековой Европы. У них было пятеро детей:
- Людвиг (1476—1496)
- Рупрехт (1477)
- Елизавета (нем.) (1478—1504), вышла замуж за Рупрехта, бывшего епископа Фрайзингского
- Маргарита (нем.) (1480—1531), стала монахиней
- Вольфганг (1482)